# Plastow Green
Plastow Green – osada w Anglii, w hrabstwie Hampshire. Leży 34 km na północ od miasta Winchester i 79 km na zachód od Londynu.